# Maybelline

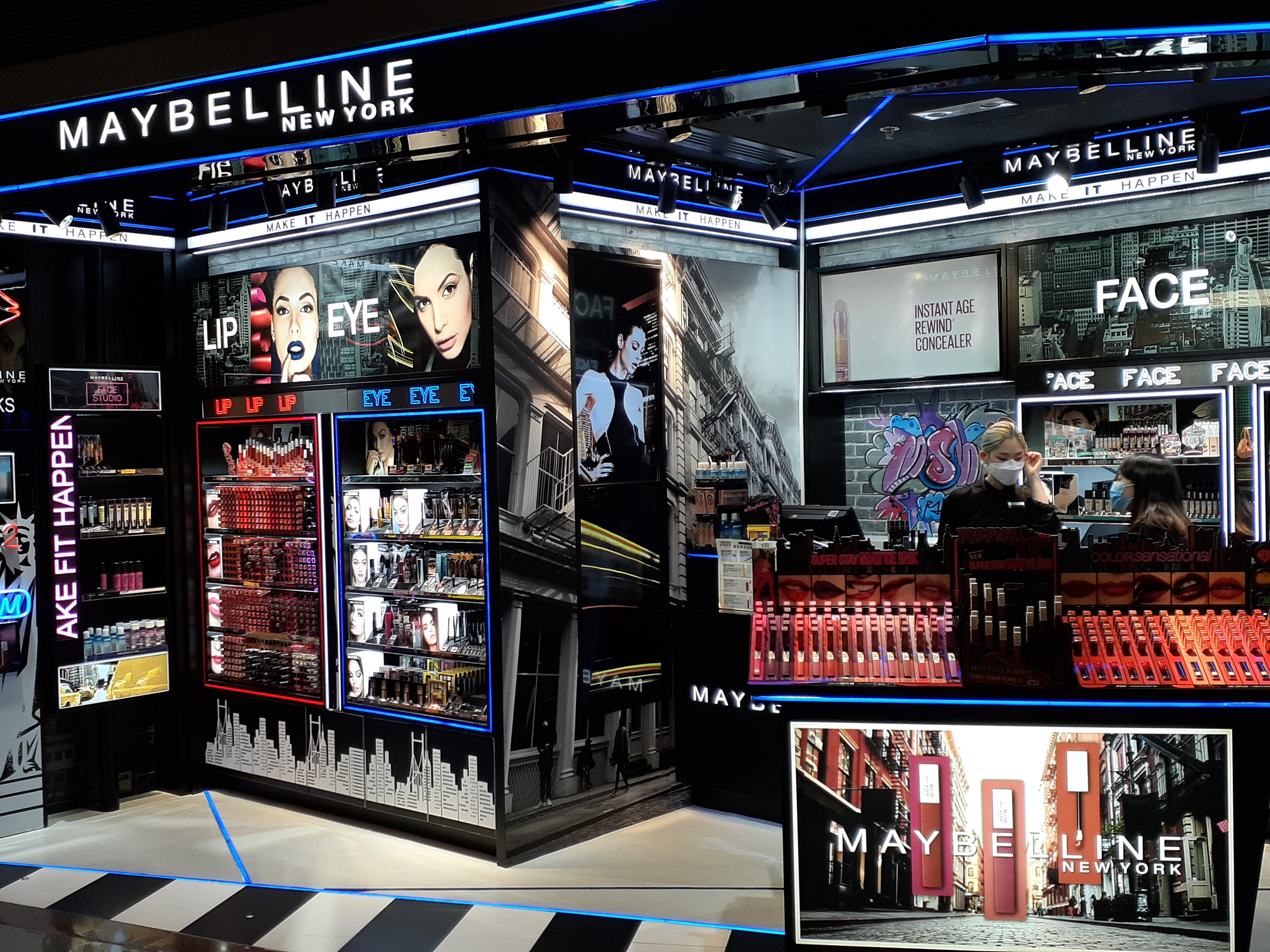
Sklep stacjonarny Maybelline

Maybelline – firma kosmetyczna powstała w 1915, będąca od 1996 własnością L’Oréal. Jej produkty są sprzedawane na całym świecie. Od 1991 hasłem reklamowym firmy jest: Może to jej urok, może to Maybelline.

## Historia
Firma Maybelline została założona przez chemika z Nowego Jorku Thomasa L. Williamsa. Był on pomysłodawcą oraz opracował skład pierwszej maskary. Nazwa firmy powstała od imienia jego siostry Maybel. To ona była główną inspiracją do produkcji i sprzedaży łatwego w użyciu produktu do przyciemniania rzęs. Kosmetyk na bazie pyłu węglowego i wazeliny miał nadać głębię jej spojrzeniu.
W 1917 na rynek amerykański został wprowadzony pierwszy nowoczesny tusz do rzęs w kamieniu. Moda na ten kosmetyk damski była tak duża, że w odpowiedzi na wielkie zapotrzebowanie w 1932 na terenie Stanów Zjednoczonych zainstalowano samoobsługowe szafy w drogeriach. Jeszcze wtedy tusz nie przypominał współczesnego, ponieważ kobiety musiały same go rozcieńczać. Dopiero w 1960 firma Maybelline wprowadziła na rynek produkowany na bazie wody tusz do rzęs w spirali Ultra Lash.
W następnych latach pojawiła się maskara wodoodporna, następnie kultowy tusz Great Lash, którego formuła jest do dziś pilnie strzeżoną tajemnicą. W USA, jedno opakowanie tego kosmetyku jest sprzedawane co 1,9 sekundy. Składy tej „nadającej głębie spojrzeniu” mazi są na okrągło udoskonalane i urozmaicane. Wszystkie zawierają prowitaminę B5, dzięki której rzęsy są głęboko nawilżone. Maskary pogrubiające wzbogacane są o pochodne silikonu. Głównym składnikiem tuszy podkręcających są woski owocowe, np. ryżowy czy oliwkowy. Żywica natomiast sprawia, że maskary są wodoodporne.